# Portage la Prairie
Portage la Prairie es una ciudad canadiense ubicada en la provincia de Manitoba. De acuerdo al censo de Canadá de 2011, la población era 12 996 habitantes. El área de la ciudad es de 24,67 kilómetros cuadrados (9,53 millas cuadradas). Portage la Prairie se encuentra a unos 75 kilómetros (47 millas) al oeste de Winnipeg, la capital provincial, a lo largo de la autopista Transcanadiense (situado exactamente entre las fronteras de las provincias de Saskatchewan y Ontario), y se ubica sobre las orillas del río Assiniboine, el cual inundaba la ciudad persistentemente hasta que un canal de desviación al norte del lago Manitoba (el Assiniboine River Floodway) fue construido para desviar las aguas de la inundación. La ciudad está rodeada por el municipio rural de Portage la Prairie.
De acuerdo con Environment Canada, Portage la Prairie cuenta con los días más soleados durante los meses cálidos en Canadá.

## Toponimia
El nombre se deriva de la palabra francesa portage, lo que significa "llevar una canoa por tierra y entre ríos". En este caso el "portage" fue entre el río Assiniboine y el lago Manitoba, sobre la pradera (la prairie).

## Historia
La zona fue probablemente habitada por los aborígenes o primeras naciones, antes de que los colonos europeos comenzaran a llegar antes de 1850. En septiembre de 1738, después de que el comercio de pieles se hubiera extendido hacia el oeste, Pierre Gaultier de Varennes, sieur de La Verendrye (un explorador francocanadiense y comerciante de pieles) construyó un fuerte llamado Fort La Reine al norte del río Assiniboine para servir como un puesto de comercio de pieles, y proporcionar a los exploradores con una base de operaciones, a modo de casa, de donde podrían explorar otras partes del centro de Manitoba y el oeste de América del Norte.
En 1851, el arcediano Cochrane de la Iglesia Anglicana, John McLean, y así como otros colonos ambiciosos, fueron de los primeros en comprar la tierra por primera vez en el área de los aborígenes locales, en torno a lo que es hoy Crescent Lake (anteriormente conocido como "The Slough"). Una escuela fue construida una vez los colonos llegaron del este, seguida de una iglesia (St. Mary's La Prairie, 1854), y numerosas empresas locales a medida que la comunidad comenzaba a formarse. Los suelos fértiles de la zona de Portage la Prairie fueron descubiertos en la década de 1850, dando a luz a la futura economía basada en la agricultura de la aldea; el arcediano Cochrane animó a la gente a iniciar los cultivos y jardines en sus propiedades para satisfacer las necesidades de la creciente demanda de alimentos. Un gobierno local se formó en 1857, y por la década de 1860, ya había sesenta casas situadas en la comunidad.
La década de 1870 fue una década de rápido crecimiento, ya que muchos más colonos se mudaron a Portage, estableciendo granjas y abriendo nuevos negocios. En ese momento, la aldea tenía un molino de harina en funcionamiento, un periódico local, y una feria comunitaria, solo por nombrar algunos de los puntos destacados de Portage. Desde la década de 1870 hasta la década de 1880, la comunidad aumentó su población en aproximadamente 10 veces (300-3,000). Fletes y suministros fueron transportados en carreta de bueyes y barcos de vapor hasta la llegada de la Canadian Pacific Railway en 1881, el año en que Portage fue incorporada como una ciudad (Thomas Collins fue el primer alcalde de Portage la Prairie).
En 1907, Portage fue incorporado como una ciudad, y desde ese momento en adelante, logró mantener una tasa gradual de crecimiento y desarrollo, que sirve como centro regional para la agricultura, comercio minorista, manufactura y transporte en el centro de Manitoba.

## Demografía
| Censo de Canadá de 2006                    | Censo de Canadá de 2006                    | Población | % del total de la población |
| ------------------------------------------ | ------------------------------------------ | --------- | --------------------------- |
| Minoría visible Fuente:                    | Asiáticos del sur                          | 0         | 0                           |
| Minoría visible Fuente:                    | Chinos                                     | 0         | 0                           |
| Minoría visible Fuente:                    | Negros                                     | 130       | 1.1                         |
| Minoría visible Fuente:                    | Filipinos                                  | 0         | 0                           |
| Minoría visible Fuente:                    | Latinoamericanos                           | 0         | 0                           |
| Minoría visible Fuente:                    | Asiáticos del sudeste                      | 45        | 0.4                         |
| Minoría visible Fuente:                    | Otras minorías visibles                    | 55        | 0.4                         |
| Total de la población de minorías visibles | Total de la población de minorías visibles | 230       | 1.9                         |
| Pueblos originarios Fuente:                | Primeras Naciones                          | 1,145     | 9.5                         |
| Pueblos originarios Fuente:                | Métis                                      | 1,315     | 10.9                        |
| Pueblos originarios Fuente:                | Inuit                                      | 0         | 0                           |
| Total de la población indígena             | Total de la población indígena             | 2,580     | 21.3                        |
| Blancos                                    | Blancos                                    | 60,080    | 76.8                        |
| Total de la población                      | Total de la población                      | 9,295     | 100                         |

## Cultura
Escenas de la película documental We Were Children fueron grabadas en la antigua escuela residencial en Portage la Prairie, actualmente el edificio Rufus Prince.